# Gerbisbach
Gerbisbach ist ein Stadtteil von Jessen (Elster) im Land Sachsen-Anhalt. Der Ort liegt etwa 4 km südlich von Jessen, unweit des Neugrabens, und trug bis 1937 den slawischen Ortsnamen Zwiesigko. Die Eingemeindung nach Jessen erfolgte am 1. November 1993.

## Geschichte

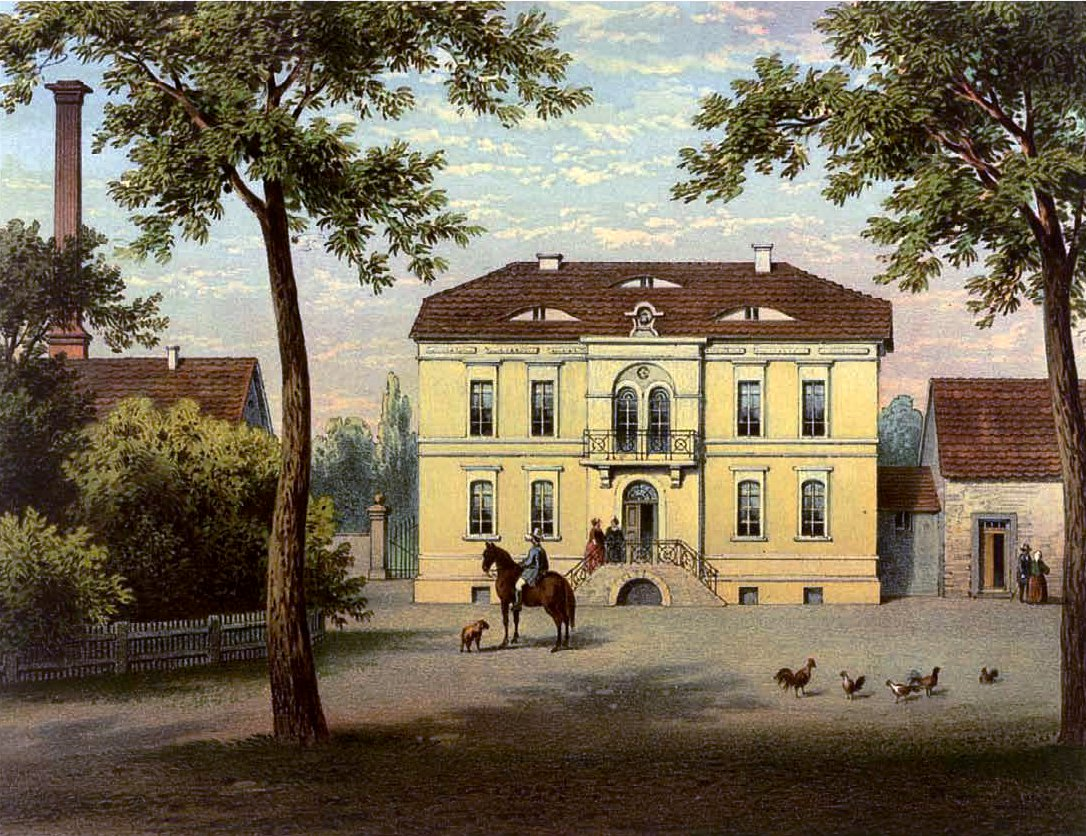
Rittergut Zwiesigkow um 1860, Sammlung Alexander Duncker

Das Ortsgebiet von Gerbisbach wurde schon in der späten Bronzezeit besiedelt. Sichtbares Zeugnis ist der Burgwall Gerbisbach, welcher sich unmittelbar hinter dem Ortsteil Gerbismühle in Richtung Annaburg befindet. Die erste urkundliche Erwähnung des Ortes stammt aus dem Jahr 1339.
Die Schreibweise des Ortsnamens lautete 1550 Zwisico. Der Name Svis(i)kov bedeutet im Altsorbischen: Ort des Svisik oder Svis(e)k.
Im Rahmen der nationalsozialistischen Germanisierung sorbischstämmiger Ortsnamen hatte der Landrat des Kreises Schweinitz 1937 mit Zustimmung der Gemeinde beantragt, Zwiesigko in „Gerbisdorf“ umzubenennen und so den sorbischen Namen zu tilgen. Da jener Name bereits im Kreis Delitzsch vorhanden war und der von der Gemeinde ersatzweise vorgeschlagene Name „Elsterau“ vom Regierungspräsidenten abgelehnt wurde, erfolgte schließlich die Umbenennung in „Gerbisbach“, gegen den Protest der Gemeinde, die sich zuletzt für eine vierte Variante, nämlich „Ährenfeld“, ausgesprochen hatte.
Der neue Name Gerbisbach geht auf die Wüstung Gerbis zurück, die im Amt Annaburg lag und auf deren Flur zu Beginn des 18. Jahrhunderts durch Johann Christoph Herrmann mit Genehmigung des Kurfürsten Friedrich August I. von Sachsen vom 29. Dezember 1722 eine neue Mühle am Neugraben errichtet worden ist, die den Namen Gerbismühle erhielt. Johann Gottlieb Herrmann stellte später den Antrag zum Anbau einer Schneidemühle an die Gerbismühle, was am 16. Februar 1745 vom Kurfürsten Friedrich August II. von Sachsen genehmigt wurde. Anders als bei zahlreichen Lausitzer Orten erhielt der Ort seinen historischen Namen nie zurück.

## Kultur und Sehenswürdigkeiten
Die Kirche des Ortes stammt vermutlich aus dem 13. Jahrhundert.